# VANOS

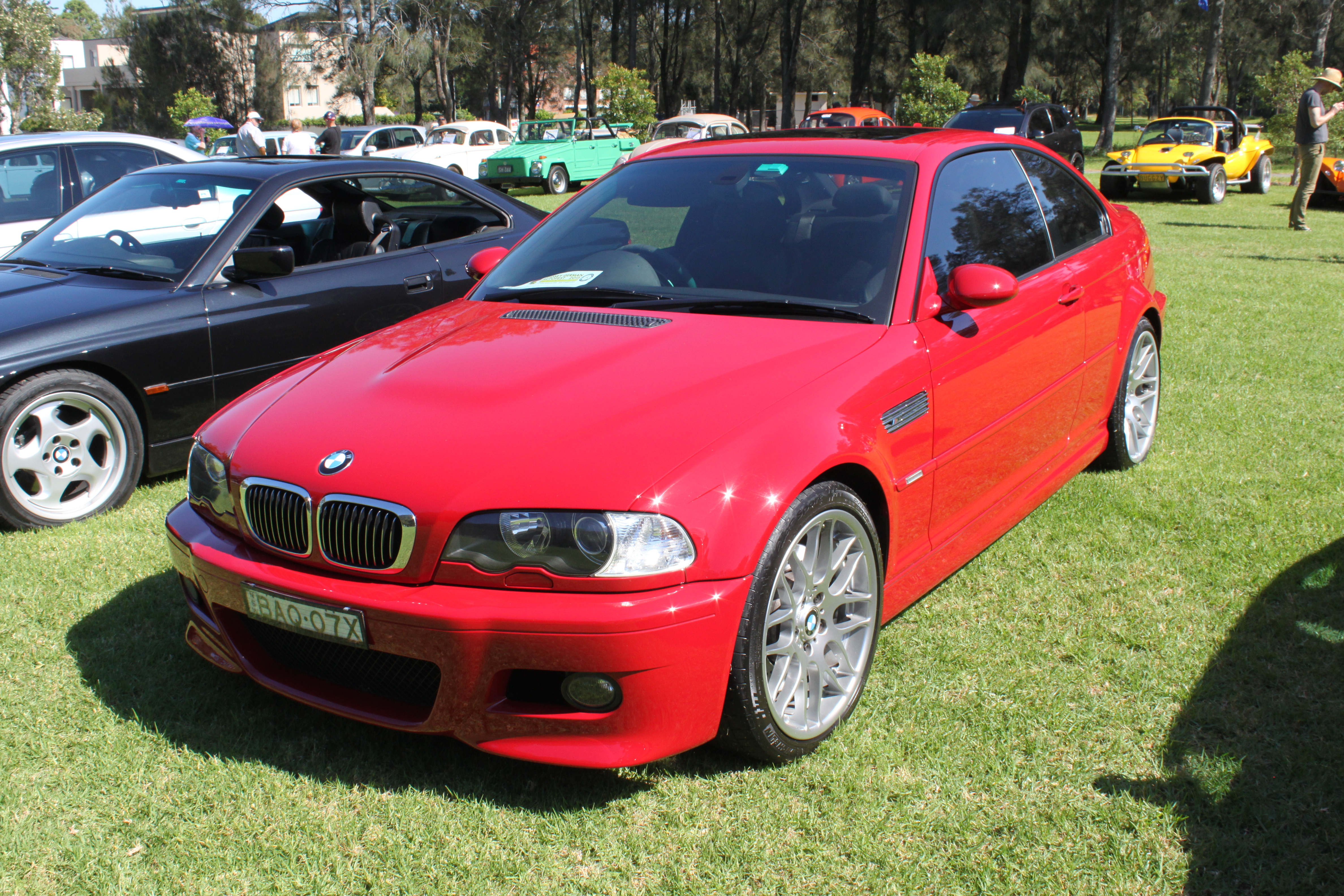
Model E46 M3 (amb VANOS)

El sistema VANOS (de l'alemany variable Nockenwellensteuerung, temporitzador variable de l'arbre de lleves) és una millora del motor implementada en el 1992 en el motor M50 d'alguns models de cotxe de la BMW.

## Què és?
El sistema VANOS consisteix en un ajustador que precisa la coordinació de les vàlvules d'absorció i expulsió movent l'eix de lleves depenent de la marxa i grau de revolucions que el conductor estableixi. Aquest es connecta a un extrem de l'eix de lleves i el col·loca segons li convingui a les vàlvules.

## Funcionament
Aquest sistema està totalment controlat pel DME (Digital Motor Electronics), qui té com a funció afegida sincronitzar el sistema VANOS al sistema a la cilindrada del cotxe.
La seva funció consisteix en moure l'eix de lleves tant en les vàlvules d'expulsió com d'absorció, depenent de la velocitat a la qual el motor funcioni perquè funcioni més suau i precís. Quant el motor funciona més lent, les vàlvules s'obren ràpid per a no consumir un excés de combustible, i quant funciona ràpid, s'afegeix un retard a les vàlvules per a aconseguir una potència major.
El sistema, es connecta als eixos des del cigonyal amb un cadenat o cinta amb fixatures que van directe a un plat que mourà l'eix.
El cigonyal dirigeix el pinyó a la cambra d'escapament on serà cargolat. Una segona cadena empeny el segon pinyó de la cambra absorbent, però en canvi no serà cargolat, sinó que hi ha un forat al mig on es trobarà amb un conjunt de dents helicoïdals. Al final de la cambra també hi ha un engranatge helicoidal, però que té un forat més petit pel qual les dents no poden connectar-se amb el pinyó.
La variable del VANOS és la naturalitat del moviment helicoïdal de les dents.
El resultat es un menor esforç de torsió i un estalvi en el combustible usat en les explosions. Tot i ser efectiu, hi ha models com el E46 M3 que ha rebut centenars de queixes, ja que poc després de haver comprat l'automòbil, el sistema VANOS ha hagut de ser substituït, ja que deixa de funcionar perquè estava malmès. Aquestes reparacions poden coster al voltant de 1000$.
Aquest primer VANOS va ser substituït pel Double VANOS a causa de millores significants que el feien més efectiu, a més d'introduir una millora en la rapidesa de refrigeració del motor, més precisa i adequada a les revolucions i potència que el cotxe necessiti.
El sistema està situat en un extrem de la cilindrada del motor, des d'on s'encaixa mitjançant un cadenat.

## Qui i com el va inventar?
El sistema va ser inventat per Corliss Orville Burandt, un enginyer .... Mentre treballava amb un Corvair del any 65, va dissenyar un sistema que consistia en posar un sensor en els cilindres del motor per a optimitzar la relació entre combustible-aire durant la combustió. Durant els següents anys, diverses companyies de la indústria de l'automòbil van utilitzar la seva patent sense el seu permís i van implementar sistemes quasi idèntics en els seus cotxes, i avui dia segueix essent així.

## Double VANOS
El Double VANOS és la segona versió llançada al 1996 com a millora del VANOS original, introduïda als motors S50B32, i posada en sèrie al 1997.
Exteriorment, es pot identificar en el motor mirant a la carcassa; si té dos bonys, es tracta del Double VANOS, i si en té un, es tracta del VANOS. Això es veu així, ja que el Double VANOS té un segon engranatge independent que permet funcionar sense que necessàriament l'altre funcioni.